# NASDAQ Canada
Le NASDAQ Canada est un marché boursier reliant les économies du Canada et des États-Unis d'Amérique. C'est la branche canadienne du NASDAQ.

## Histoire
En juillet 2004, on annonce la fermeture des bureaux montréalais de NASDAQ Canada, de sorte que toutes les opérations de ce marché boursier se font désormais depuis New York.